# Université des études étrangères de Tokyo
L'université des études étrangères de Tokyo (東京外国語大学, Tōkyō gaikokugo daigaku), souvent désignée sous le sigle TUFS (pour Tokyo University of Foreign Studies), est un établissement japonais d'enseignement supérieur et de recherche.
Elle est spécialisée dans l'enseignement des langues étrangères et du droit international.

## Histoire
L'établissement est la plus anciennes des institutions japonaises dédiées aux études internationales. Ses débuts remontent à la fondation de l'Institut pour la recherche de documents étrangers (蛮書調所, Bansho Shirabesho) en 1857. En 1899, il obtient le statut d'institution indépendante d'enseignement et de recherche sous le nom de École des langues étrangères de Tokyo (東京外国語学校, Tōkyō gaikokugo gakkō).

## Membres et étudiants remarquables

### Étudiants
- Futabatei Shimei, romancier
- Nitobe Inazō,
- Kiyoshi Jinzai, romancier
- Jun Ishikawa, écrivain
- Masahiko Shimada, écrivain
- Nankichi Niimi, écrivain
- Chūya Nakahara, poète
- Kafū Nagai, écrivain
- Mari Yonehara, essayiste
- Yayori Matsui, journaliste et militante pour les droits des femmes
- Oh Seon-hwa, professeur à l'université de Takushoku
- Hamada Kazuyuki, homme politique, membre de la Chambre des conseillers, vice-ministre parlementaire des affaires étrangères
- Hashimoto Ben, homme politique, membre de la chambre des représentants du Japon
- Hiroshi Saitō, homme politique, ancien gouverneur de la préfecture de Yamagata
- Uchiyama Iwataro, homme politique, ancien gouverneur de la préfecture de Kanagawa
- Nakajima Mineo, premier président de l'université d'études internationales, ancien président de l'Université de Tokyo des études étrangères
- Sakai Kuniya, président de l'université d'études internationales de Kanda
- Sakae Osugi, anarchiste
- Yasuhiko Nagano, directeur général adjoint du Collège doctoral de recherche avancée (Japon), professeur émérite au Musée national d'ethnologie
- Matsuzono Makio, professeur émérite, quatrième directeur général du musée national d'ethnologie
- Hiroji Kataoka, professeur d'ourdou à l'université Daito Bunka
- Shinji Maejima, orientaliste
- Okakura Kakuzō, universitaire
- Maeda Yoshinori, dixième président de la NHK
- Morohoshi Sayaka, journaliste
- Okakura Kakuzō, universitaire
- Shin'ichirō Sawai, réalisateur
- Yoshio Ōkubo, président de la Nippon Television
- Yukihide Takekawa, auteur-compositeur, chanteur de Godiego
- Yūko Nakamura, actrice
- Genki Hitomi, chanteur, choriste de Vow Wow
- Aoki Satoshi, ancien président de Honda, ancien président du conseil d'administration de  Japan Automobile Manufacturers Association
- Yamashita Hideki, président de Shueisha
- Murakami Koichi, ancien président de Fuji Television
- Hasegawa Kouji, premier président du conseil d'administration de Shuto Expressway
- Mizukami Kenya, ancien président du conseil d'administration de Yomiuri Shimbun
- Arakawa Shoshi, président du conseil d'administration de Bridgestone
- Fujiwara Sakuya, ancien vice-président de la Banque du Japon
- Saiga Fumiko, ancien juge à la cour pénale internationale, ancien ambassadeur du Japon à l'Organisation des Nations unies
- Sato Satoru, ambassadeur du Japon en Espagne
- Yamamoto Keiji, ambassadeur du Japon chargé de l'inspection
- Komano Kinichi, ambassadeur du Japon en Iran
- Nishioka Atsushi, ambassadeur du Japon à Djibouti
- Sato Soichi, ambassadeur du Japon en République dominicaine
- Hoshi Hideaki, ambassadeur du Japon en Estonie
- Myoui Ryozo, ambassadeur du Japon en Angola
- Minagawa Kazuo, ambassadeur du Japon en Ouganda
- Fujita Tadashi, ambassadeur du Japon chargé du désarmement et de la non-prolifération
- Tanaka Saburo, ancien ambassadeur du Japon en Cuba, directeur adjoint de Naicho
- Inoue Masayuki, ancien ambassadeur du Japon au Bangladesh
- Hanada Marohito, ancien ambassadeur du Japon en Mongolie
- Kidokoro Takuo, ancien ambassadeur du Japon en Mongolie
- Nakasone Goro, ancien ambassadeur du Japon au Paraguay
- Honda Hitoshi, ancien ambassadeur du Japon en Finlande
- Tokura Eiji, ancien ambassadeur du Japon en Suède
- Arai Koichi, ancien ambassadeur du Japon en Allemagne de l'Est
- Tanabe Ryuichi, ancien ambassadeur du Japon en Pologne
- Katsu Shigeo, vice-président de la Banque mondiale
- Kanbara Masanao, CEO de Mitsubishi Rayon
- Kuwahara Michio, CEO de Daiei
- Shimizu Shinjiro, ancien président de Mitsui & Co.
- Kodera Kei, ancien président de Toys "R" Us (Japon)
- Hidaka Nobuhiko, président de Gartner Japon
- Keizo Morikawa, président de la Cosmo Oil Company
- Melt-Banana, musicien
- Jalsan, tulku et professeur de mongol à l'université de Mongolie-Intérieure[1]
- Takuma Nakahira, photographe et critique photo
- Yasuhiro Matsuda, professeur à l'université de Tokyo (relations internationales), prix Yasuhiro Nakasone (2011)

### Professeurs
- Nakae Chomin, ancien président
- Jussi V. Koivisto, chercheur associé
- Daryoush Ashouri, professeur associé
- Masao Yamaguchi, anthropologue, professeur émérite
- Takeshi Suzuki, professeur d'ourdou
- Kitamura Hajime